# Barrière de séparation israélienne
Ne doit pas être confondu avec Barrière entre la bande de Gaza et Israël.

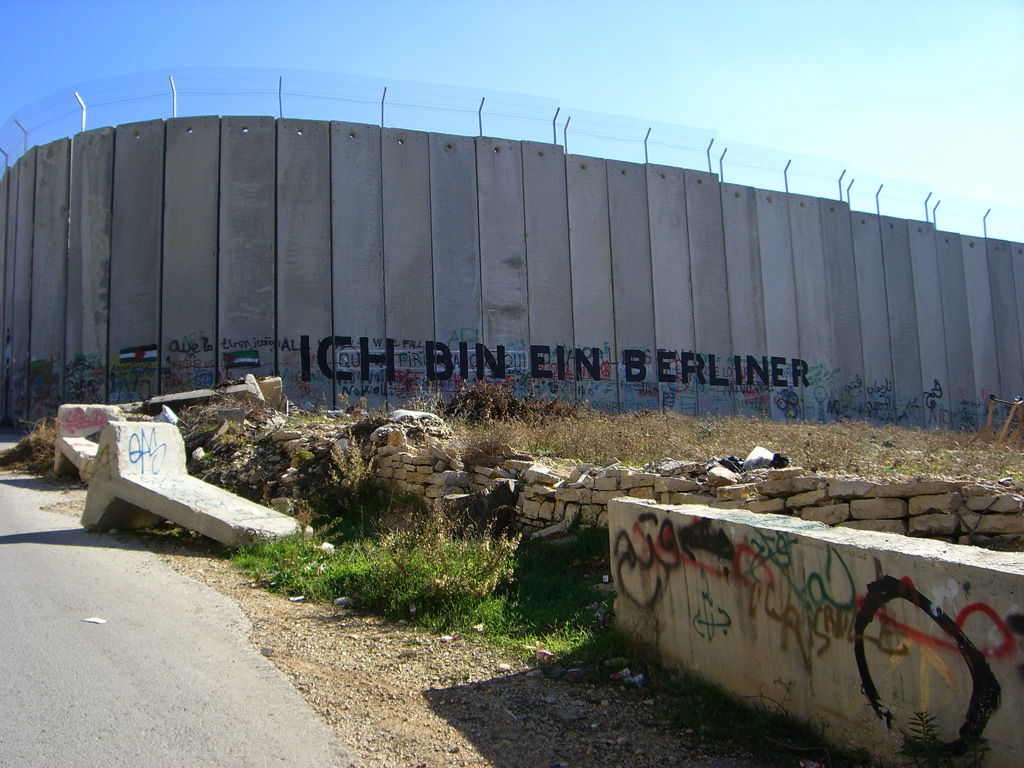
Un peu avant Bethléem, décembre 2007.

Le mur de séparation de Cisjordanie ou barrière de séparation israélienne ou clôture de sécurité (en hébreu : גדר הביטחון, Geder Habitahon ; en anglais : security fence) est une construction située en partie le long de la ligne verte - la ligne qui sépare la Cisjordanie, territoire palestinien occupé, et Israël. 

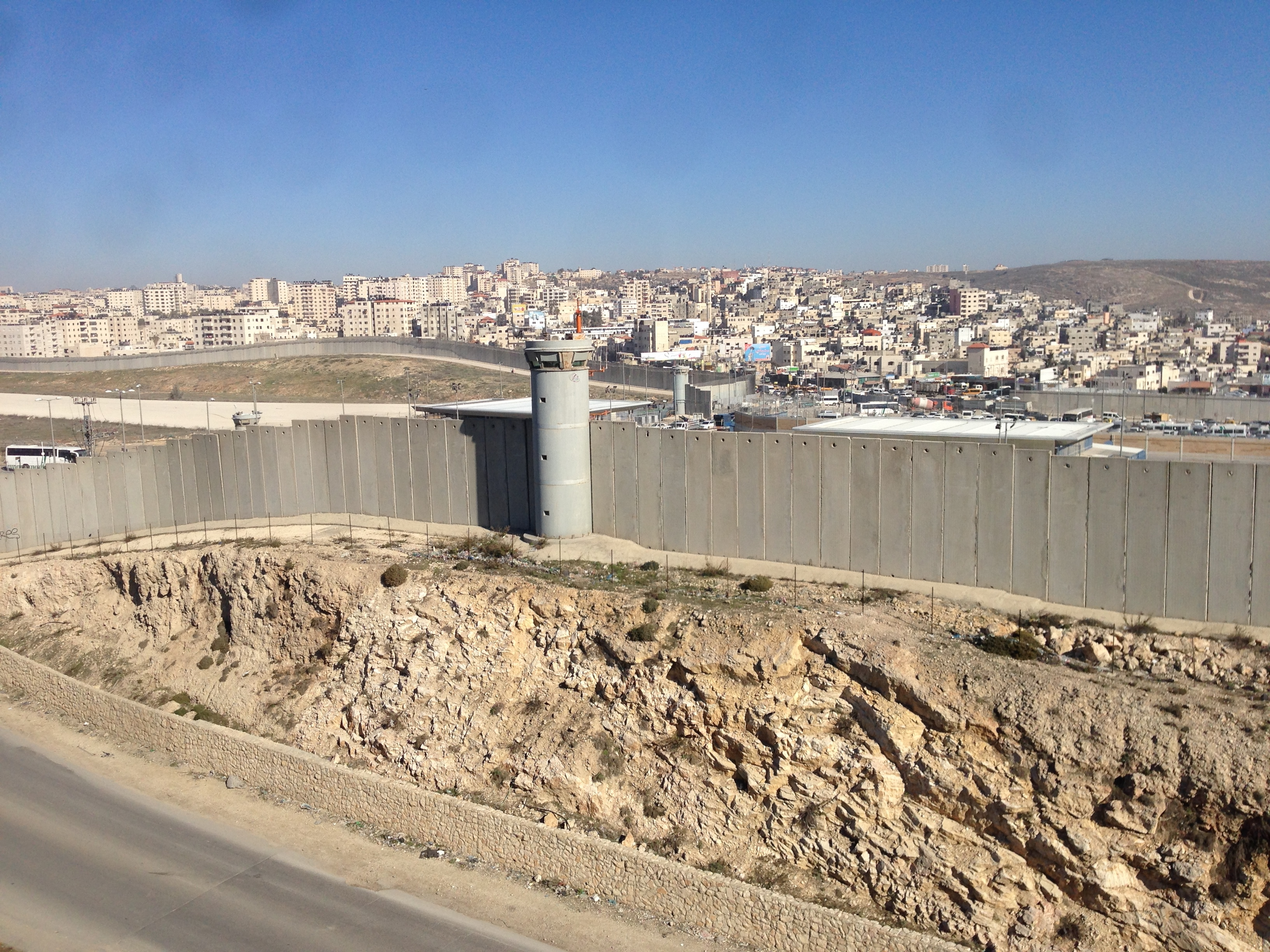
Miradors et mur de séparation israélien au chekpoint du camp de réfugiés palestiniens de Kalandia, 2014.

Israël considère le mur comme une « barrière de sécurité nécessaire contre la violence politique palestinienne », tandis que les Palestiniens le décrivent comme un « élément de ségrégation raciale et une représentation de l'apartheid israélien », le qualifiant souvent de « mur de l'apartheid »,.
Initialement construite au cours de la seconde intifada après la mort de 800 civils israéliens dans des attaques terroristes, cette barrière a pour objectif, selon le gouvernement israélien, de « protéger ses citoyens »,. Le nombre d'attentats-suicide passe de 73 (de 2000 à 2003) à 12 (de 2003 à 2006), après le début de la construction de la barrière. L'existence de la barrière et son tracé sont remis en question, essentiellement par les Palestiniens. L’objectif de ce mur est de créer une zone afin d’empêcher les non-israéliens de revenir sur les territoires occupés par les nouveaux arrivants.
La barrière est composée à environ 95 % d'un système de clôture multi-couches (multi-layered fence system) ainsi que d'un mur de 8 mètres dans les secteurs urbains. La longueur prévue de la barrière est de 708 km, soit le double de la Ligne verte, et est en cours d'édification par Israël depuis 2002.
Reconnu comme illégal par la Cour internationale de Justice en 2014, le mur est critiqué par plusieurs associations de défense des droits de l'Homme dont Amnesty International, qui le considèrent comme faisant partie intégrante d'un système d'Apartheid mis en place par Israël à l'encontre des Palestiniens.

## Dénominations
Les partisans de la construction reprennent le nom officiel de « barrière » ou parlent de « clôture de sécurité israélienne », de « zone de couture », de « barrière anti-terroriste » ou encore de « muraille de protection ». Le ministère des Affaires étrangères de l'État d'Israël a publié en octobre 2004 une brochure officielle en langue française intitulée La clôture antiterroriste d'Israël, document disponible auprès des missions diplomatiques d'Israël ou sur Internet.
Les opposants à la barrière, y compris dans les rangs des mouvements israéliens de gauche, surnomment la construction « mur de la honte » (par analogie avec le Mur de Berlin) ou « mur d'annexion ». Certains d'entre eux le nomment également « mur de l'Apartheid »,, par analogie avec le régime de ségrégation aboli en juin 1991 en Afrique du Sud. Le professeur Gerald M. Steinberg, politologue et chercheur israélien, conteste ce vocabulaire employé par les détracteurs de la barrière qui relève selon lui d'une stratégie de diabolisation. D'autres opposants réduisent l'expression à « le mur » (en anglais, « the wall »)[réf. nécessaire] ou, dans les médias, reprennent la motivation israélienne en parlant de mur de « sécurité ». Des Palestiniens (dont les médias de l'Autorité palestinienne) la désignent fréquemment en langue arabe par l'expression « mur de séparation raciale » (jidar al-fasl al-'unsuri).
Le gouvernement israélien qualifie ces comparaisons de « propagande » voire de « manipulation de l'histoire et de la réalité ». Il réfute aussi le terme de « mur » qui ne représenterait pas la réalité de la construction sur au moins 95 % de son tracé.

## Historique

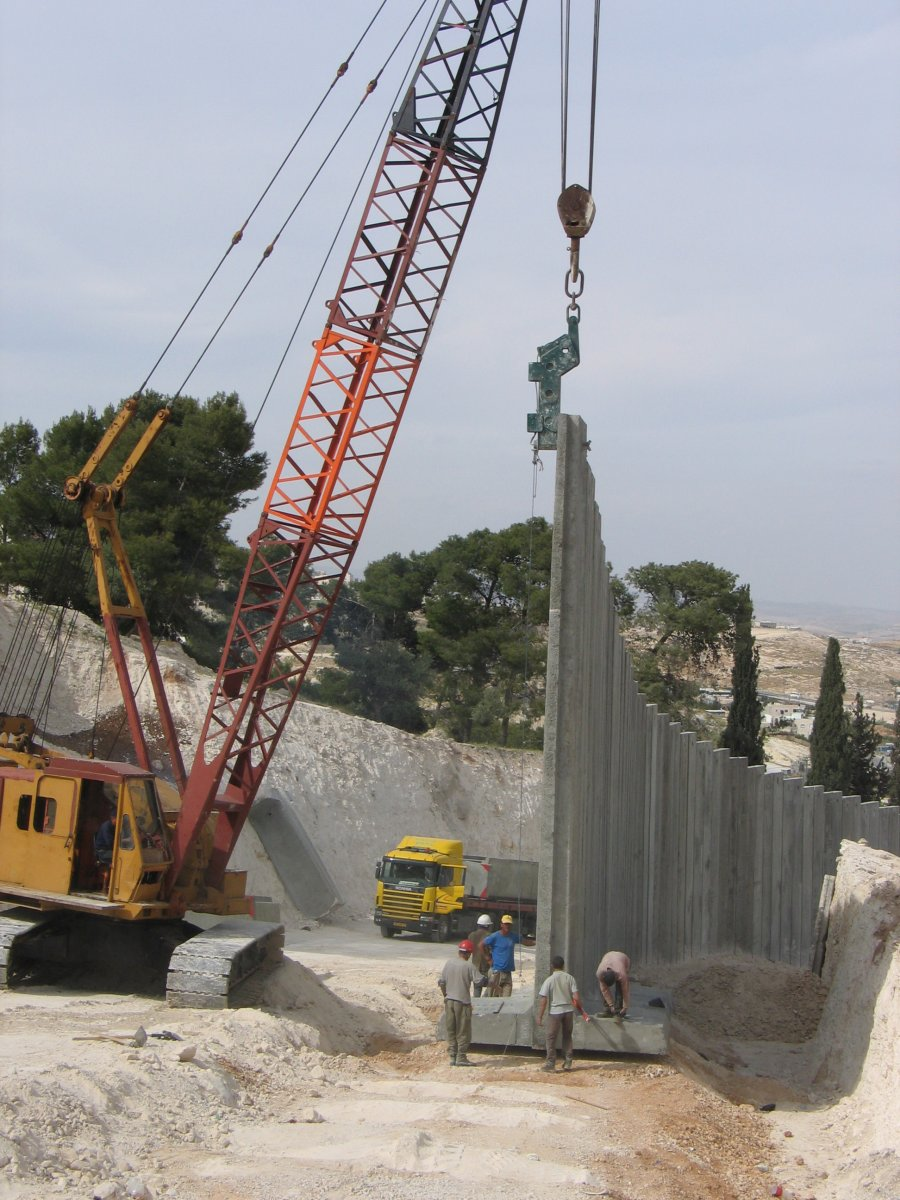
Construction du mur à Jérusalem-Est, 2004.

Dès les années 1990, plusieurs hommes politiques israéliens de premier rang, comme Yitzhak Rabin et son gouvernement travailliste, défendent l'idée d'une séparation physique des Palestiniens pour éviter la multiplication des violences sur les civils et limiter le terrorisme palestinien. Rabin établit une commission pour discuter de la façon de concrétiser une barrière entre Israéliens et Palestiniens.

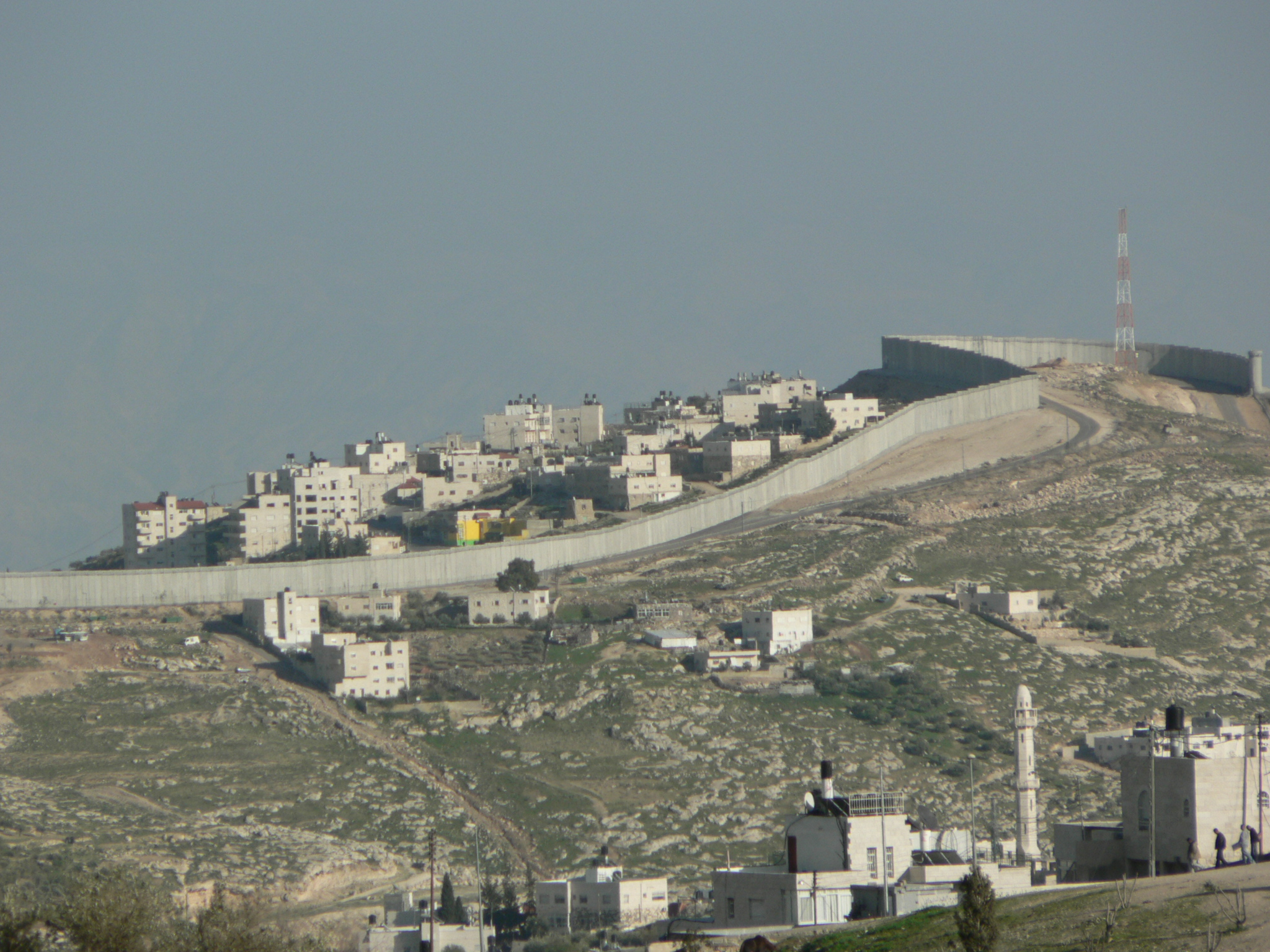
Mur de séparation à Jérusalem-Est, vu depuis la vieille ville. Haut de huit mètres, il sépare la ville du reste de la Cisjordanie.

À la suite de l'attentat du 1er juin 2001 au Dolphinarium de Tel Aviv, des organisations civiles réclament en Israël une barrière hermétique comme solution aux intrusions terroristes. La seconde Intifada voit se multiplier les attaques palestiniennes contre les populations civiles israéliennes.
Le gouvernement d'Ariel Sharon, initialement réticent, finit par se saisir du projet pour protéger les grandes agglomérations israéliennes en rendant hermétique la ligne verte de 1949 qui délimite le territoire disputé de Cisjordanie. Il s'agit ensuite de défendre également, par le tracé de cette future séparation, les blocs d'implantations juives à l'est de Jérusalem au-delà de la ligne verte : Ariel, Gush Etzion, Emmanuel, Karnei Shomron, Givat Ze'ev, Oranit, et Maale Adumim.
Le tracé de cette construction incluant plusieurs grands blocs de localités juives est contesté sur des aspects politiques, humanitaires et légaux. L'Assemblée générale des Nations unies a adopté, le 21 octobre 2003, une résolution condamnant la construction d'un « mur » empiétant sur le « territoire palestinien occupé » par 144 voix pour et 4 contre. La Cour internationale de justice, dans son avis consultatif du 9 juillet 2004, informe que la construction du mur est contraire au droit international.

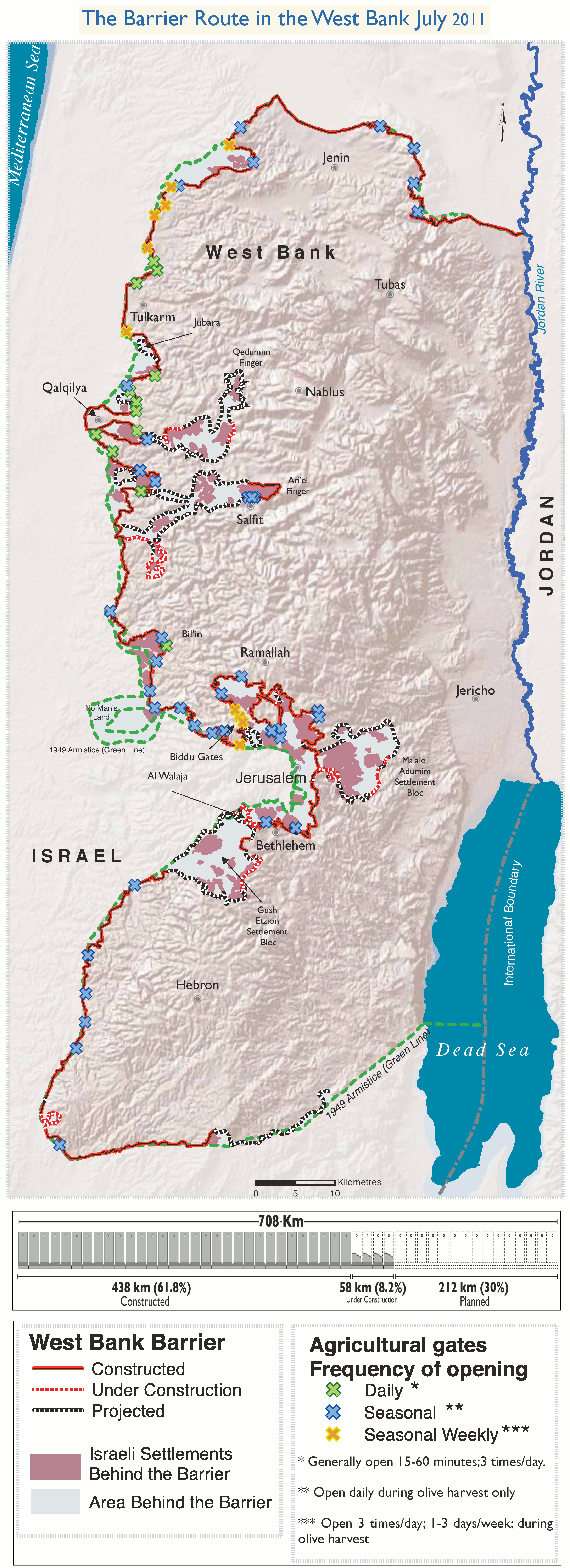
Tracé de la barrière, tel qu'il était établi en juillet 2011.

Le tracé continue d'évoluer jusqu'à la décision du 30 juin 2004 de la Cour suprême d'Israël qui signale une violation des droits des Palestiniens et exige la redéfinition du tracé sur une trentaine de kilomètres. Elle reconnaît par ailleurs la validité fondamentale de la construction en tant que mesure de sécurité.
Son tracé est modifié à plusieurs reprises en 2004 et 2005 à la demande des Palestiniens, des Israéliens et des Européens. Le Vatican demande par ailleurs l'inclusion de monastères et églises du côté israélien de la barrière, par choix sécuritaire.
Le 20 février 2005, le cabinet israélien approuve un nouveau tracé de la barrière. Il englobe 8,5 % du territoire de Cisjordanie et 27 520 Palestiniens du côté israélien de la séparation.
En 2016, alors que la construction de la barrière se poursuit dans le village de Beit Jala, à majorité chrétienne, en Cisjordanie, le pape François intervient pour demander la redéfinition du tracé pour ne pas couper les paysans de leurs terres. Cette requête est en cours d'examen.

## Structure de la barrière

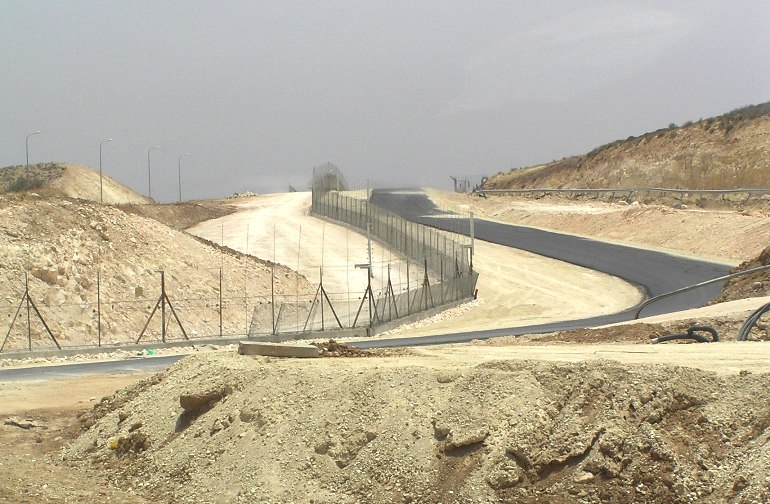
La barrière aux alentours de Meitar, à 25 km au sud-ouest d'Hébron, 2006.

En 2007, la plus grande partie de la barrière (sur 95 % de sa longueur) consiste en un système de protection multi-couches de 50 m de large, c'est-à-dire qu'il comprend sur des tracés parallèles :
- une pile pyramidale de 6 bobines de fils barbelés et un fossé du côté cisjordanien,
- un grillage central muni de détecteurs électroniques,
- des fils barbelés du côté israélien,
- des routes pour les patrouilles militaires de chaque côté du grillage central,
- un chemin de sable qui doit permettre d'identifier les traces d'éventuelles incursions.

Pour la Haute Cour de Justice israélienne, la largeur totale du système multi-couches pourra atteindre au maximum 100 m à certains endroits où les concepteurs jugeront que la topographie le requiert.

Mur de séparation dans la ville de Bethléem.

Dans un premier temps, la barrière n'est construite en dur que dans une minorité de lieux représentant 8 km soit 4 % du parcours. Un tel édifice en béton minimise la surface occupée au sol par l'ouvrage à ces endroits. L'objectif en ces lieux est d'empêcher d'éventuels tirs de tireurs embusqués vers les autoroutes israéliennes voisines (principalement le long de l'autoroute trans-israélienne) ou dans les zones densément peuplées à Jérusalem. Dans ces cas, les murs en béton ressemblent aux isolations phoniques utilisées communément aux abords des autoroutes.
Au terme de la construction, les sections en béton doivent s'étendre sur 30 km, soit 6 % de la longueur de la barrière[réf. nécessaire].
Enfin, des postes d'observation tenus électroniquement ou par des soldats sont disposés du côté israélien tout le long du tracé. En certains points de passage, les portiques sont contrôlés par l'armée israélienne.

## Tracé géographique
Long de 700 km, le parcours suivi par la barrière est complexe. La barrière suit la ligne verte, mais pénètre profondément à l'intérieur de la Cisjordanie pour intégrer des colonies juives.
20 % seulement du tracé est précisément sur la ligne verte. Le reste empiète dans le territoire cisjordanien, pour englober la majeure partie des colonies israéliennes ainsi qu'une partie des puits les plus importants de la région. Elle s'écarte à certains endroits de plus de 23 kilomètres de la ligne verte. Son tracé sinueux explique cette longueur beaucoup plus importante que celle de la ligne verte, celle-ci faisant environ 320 km.
Des sections de la barrière sont construites sur des terres confisquées à des Palestiniens. Dans un compte-rendu récent, l'ONU a précisé que le tracé le plus récent de la barrière prévoit davantage de segments construits sur la ligne verte elle-même en comparaison aux précédentes ébauches de tracé.[réf. nécessaire]

### Au nord de Tulkarem

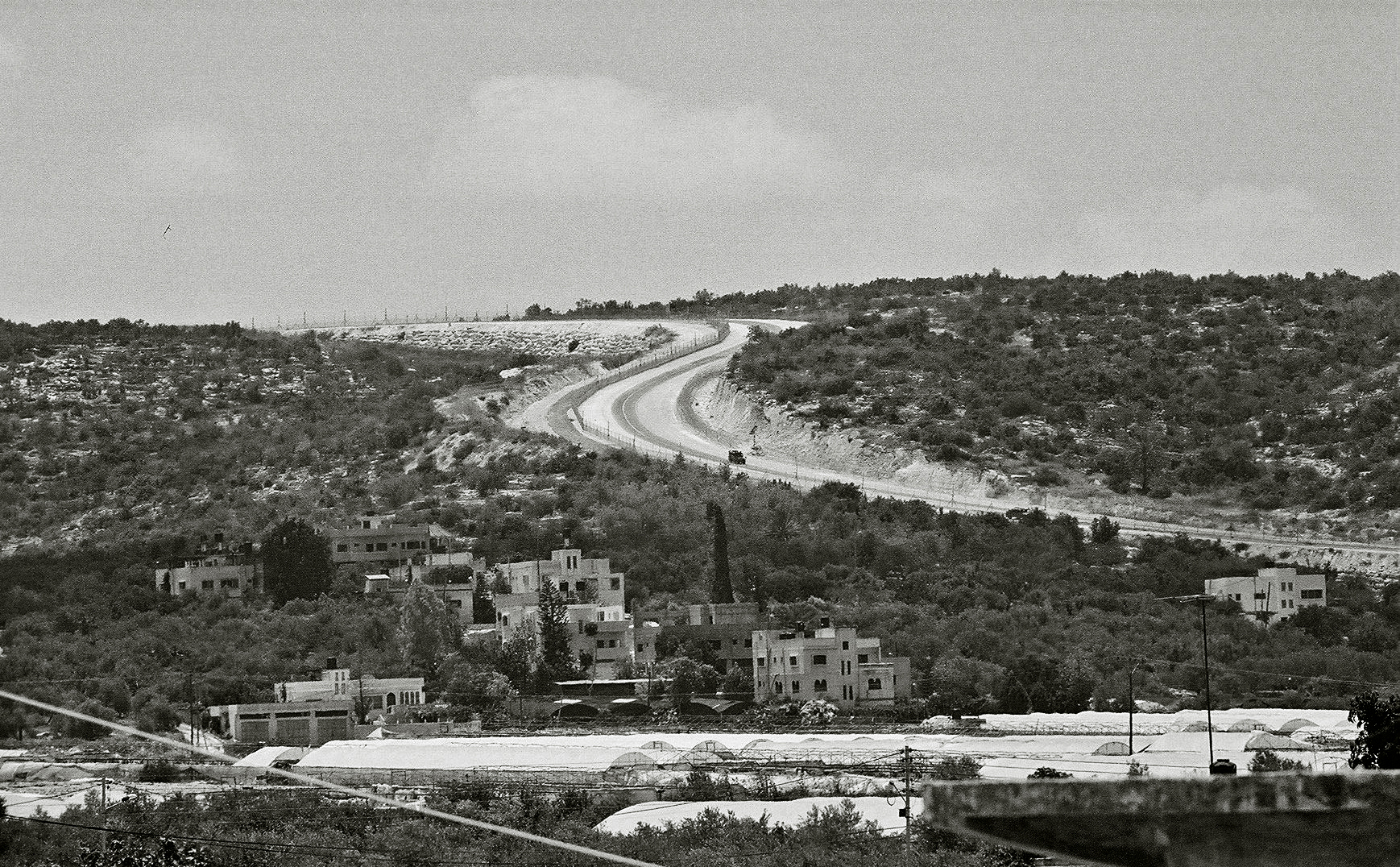
Près de Tulkarem en Cisjordanie, juillet 2005.

Au nord de Tulkarem, la barrière s'étend jusqu'au Jourdain, sous la frontière avec la Jordanie. Sur la partie orientale, elle suit approximativement la ligne verte. Au niveau de la colonie de Reihan (en), la barrière pénètre d'environ 5 km à l'intérieur de la Cisjordanie.
La ville de Tulkarem elle-même est isolée de son environnement par deux murs : d'un côté, un mur de séparation (8 mètres de haut), et de l'autre une barrière dite « barrière d'isolement » qui constitue une extension du mur, créant un isolement quasi total de la ville[réf. nécessaire].

### Autour de Qalqilya

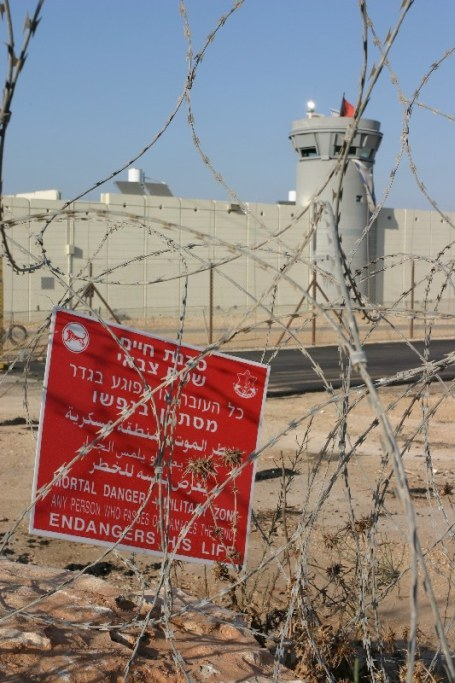
Mur de séparation à Qalqilya, surmonté d'un mirador de surveillance.

La ville de Qalqilya dans le Nord de la Cisjordanie est complètement encerclée par la barrière avec le mur à l'Ouest[réf. nécessaire]. Ses 50 000 habitants y sont isolés de la Cisjordanie et Israël a confisqué des terres pour la construction de la barrière. Un pan de mur de béton de 8 mètres de haut est construit sur la ligne verte entre la ville et l'autoroute voisine trans-israélienne. Le mur à cet endroit est décrit par Israël comme le « sniper wall », avec la raison avancée de prévenir les attaques armées palestiniennes à l'encontre des automobilistes israéliens ainsi que de la ville israélienne de Kfar Saba. Qalqilya souffre de ne plus pouvoir écouler ses marchandises et est partiellement privée de son eau. La situation y est décrite comme invivable et certains estiment que la ville est probablement condamnée à dépérir et ses habitants (80 % de réfugiés palestiniens) à partir.
La ville est accessible par une route à l'est, ainsi qu'un tunnel construit en septembre 2004 qui la relie au village de Habla, lui-même isolé par un autre mur.
Selon le Palestinian Negotiations Affairs Department (NAD), 45 % des terres cultivées palestiniennes (comprenant une partie des plus fertiles), et un tiers des puits d'eau de la ville se retrouvent désormais à l'extérieur de la barrière, et les paysans doivent désormais demander des permis aux autorités israéliennes pour accéder à leurs terres situées de l'autre côté de la barrière. La Cour suprême israélienne prend acte des déclarations du gouvernement qui rejette les accusations d'annexions de facto de ces puits, affirmant : « the construction of the fence does not affect the implementation of the water agreements determined in the (interim) agreement » (la construction de la barrière n'affecte pas la mise en œuvre des accords sur l'eau définis dans l'accord de transition). Il existe trois points de passage à cette portion de la barrière, destinés à permettre aux paysans d'accéder à leurs terres, passages ouverts trois fois dans la journée pour un total de cinquante minutes bien que, selon le NAD, ils soient fréquemment fermés pour de longues périodes, amenant la perte des récoltes pour les paysans. L'un de ces passages fut fermé en août 2004 en représailles à un attentat suicide qui s'est tenu à proximité du point de passage.
La Cour suprême israélienne a ordonné au gouvernement de modifier le tracé de la barrière dans cette zone afin de faciliter les déplacements des Palestiniens entre Qalqilya et cinq villages environnants. Dans le même jugement, la Cour a rejeté l'argument affirmant que le tracé devait suivre précisément la ligne verte, au prétexte de la typologie du terrain, des sections 43 et 52 de la Convention de La Haye de 1907 ainsi que de l'article 53 de la 4e Convention de Genève.

### À Jérusalem et au sud

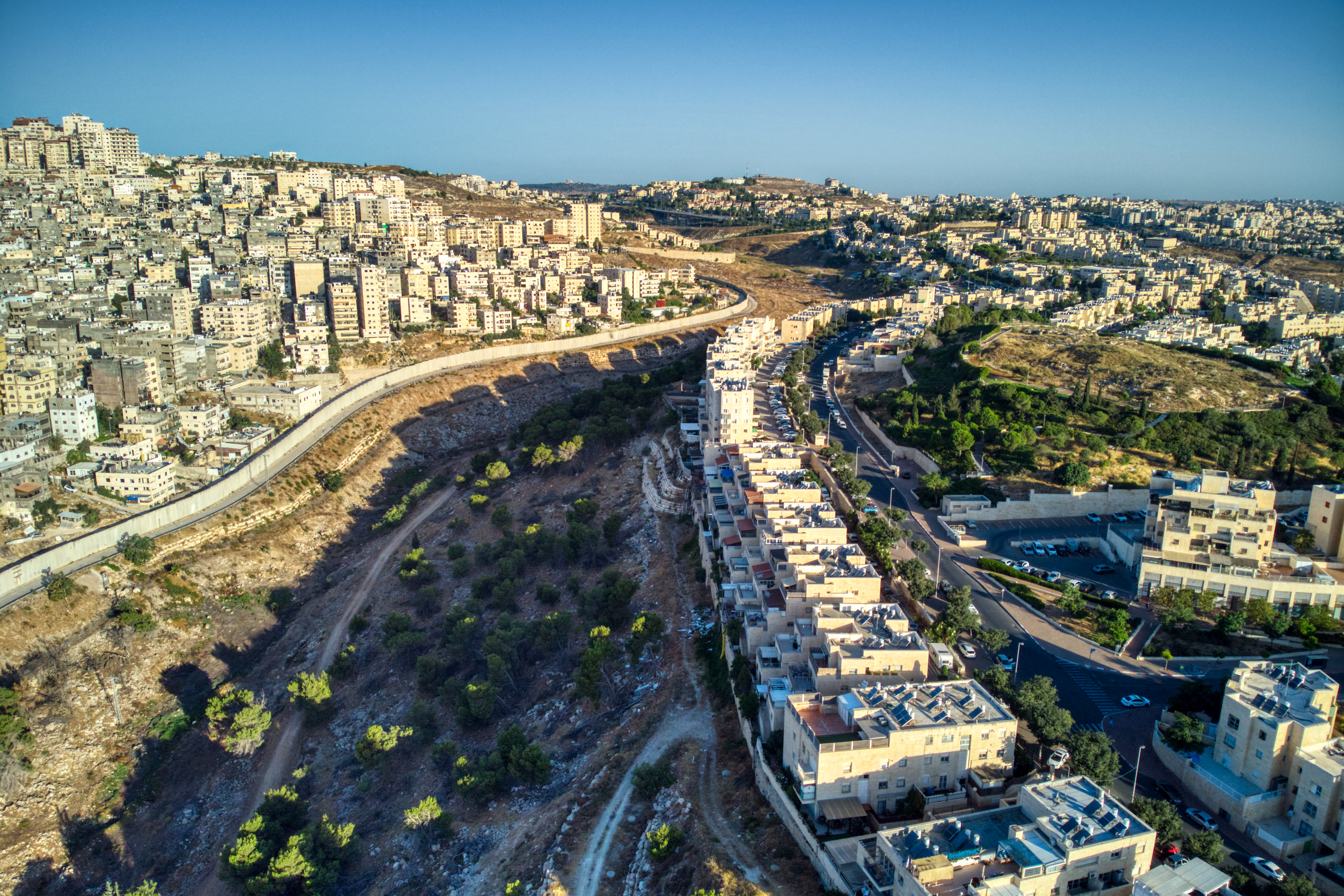
À gauche le camp de réfugiés de Shu'fat, bordé par le mur de séparation israélien ; à droite, la colonie israélienne de.

Au niveau de l'agglomération de Jérusalem, la barrière est constituée d'un mur haut de 8 mètres. Ce mur serpente entre les quartiers arabes de Jérusalem et au niveau de la limite entre les agglomérations de Jérusalem et de Bethléem. Sur ces portions, le mur est situé jusqu'à 5 km au-delà de la ligne verte à l'intérieur de la Cisjordanie. Il traverse notamment les quartiers d'Abu Dis, d'Azarieh au sud, jusqu'à la route qui permet l'accès à Bethléem. Au nord, le mur longe en partie les limites de la municipalité de Jérusalem, sur sa partie annexée par Israël en Cisjordanie.
Au sud de Jérusalem et Bethléem, la barrière, d'abord au niveau du bloc de colonies de Gush Etzion, pénètre jusqu'à près de 10 km en Cisjordanie. Elle s'étend ensuite approximativement le long de la ligne verte, mais ne se prolonge pas jusqu'à la mer Morte, s'arrêtant à environ 20 km de celle-ci.

## Coût financier
Selon Amos Yaron, directeur du Ministère de la Défense d'Israël : « Le mur, du point de vue de l'ingénierie, est le plus grand projet jamais réalisé en Israël. Chaque jour, plus de 500 engins mécaniques lourds déplacent d'un endroit à un autre des millions de mètres cubes de terre. Chaque kilomètre coûte environ 10 millions de shekels, soit environ 2 millions d'euros le kilomètre. Donc, si le projet est de 500 km de long, on peut estimer son coût total à plus ou moins 5 milliards de shekels » (soit 1 milliard d'euros),.

## Objectifs de la barrière
Face aux protestations, le message des autorités israéliennes est systématiquement que l'unique objectif de la barrière est la sécurité des Israéliens. Le nombre croissant d'attentats-suicides à la fin du mois de septembre 2000 et depuis le début de la seconde Intifada justifie ces mesures sécuritaires. Le gouvernement d’Israël recense alors plus de 1 000 victimes tuées dans ces attentats. Pour Israël, c'est « plus de mille raisons pour édifier cette clôture ».
En outre, lorsqu'il est reproché au tracé de la barrière d'inclure certaines des colonies israéliennes (comme Ariel ou Emmanuel) ou d'inclure de larges zones tampons entre la barrière et les grandes villes israéliennes, l'État hébreu affirme que la barrière est uniquement sécuritaire, en aucun cas politique, et que ces écarts donnent plus de temps à Israël pour réagir dans le cas d'un « terroriste » franchissant la clôture dans le but de commettre un attentat.
Les autorités israéliennes démentent toutes comparaisons faites avec le mur de Berlin ou avec l'apartheid sud-africain, qualifiant ces accusations de propagande. Enfin, la construction de murs à certains endroits trouverait sa justification dans le fait d'empêcher les tirs de roquettes et les tirs ciblés, dans des lieux où la barrière s'approche de localités israéliennes.
Le message d'Israël est le suivant : « la barrière est une mesure temporaire qu'Israël s'est vu forcé à prendre jusqu'à ce que l'Autorité palestinienne se décide à mettre fin au terrorisme ».
Israël affirme aussi que la barrière peut être déplacée, comme cela a déjà été fait lorsqu'Israël a déplacé des clôtures établies sur d'autres territoires, et qu'elle n'a de raison d'exister que s’il y a du terrorisme. Le gouvernement israélien explique qu'il pourra détruire la barrière et reprendre des négociations saines avec l'Autorité palestinienne dès que le terrorisme aura cessé. Néanmoins, l'Autorité palestinienne insiste, depuis l'arrivée au pouvoir de Benyamin Netanyahou en 2009, sur la nécessité préalable de geler la colonisation en Cisjordanie pour reprendre les négociations directes. Par ailleurs, le coût exorbitant de cette barrière (près d'un milliard d'euros) laisse penser à certains que son tracé est définitif et qu'Israël s'en servira comme base d'un futur accord sur le tracé de ses frontières avec le futur État palestinien, annexant ainsi certaines colonies, dans le cadre éventuel d'un échange de territoires. Ce n'est pas l'avis des Palestiniens, ni de la communauté internationale (Assemblée Générale de l'ONU, Cour internationale de Justice), ni même de certaines associations de la gauche israélienne qui considèrent que l'objectif de la barrière est bel et bien politique.

Pour les Palestiniens, la barrière se situe donc dans un projet d’expansion du territoire israélien. Les objectifs sécuritaires de l’édifice ne seraient qu'un prétexte afin de s'attirer les faveurs de l'opinion israélienne. La barrière ne serait pas selon eux une mesure sécuritaire provisoire mais une stratégie pour annexer une partie de la Cisjordanie, celle contenant la quasi-totalité des colons, et imposer de facto les frontières d’un futur État palestinien qui se verraient repoussées. Le gouvernement israélien d'Ariel Sharon, qui a déployé les moyens pour réaliser ce projet, a déclaré que cette barrière ne préjugerait en rien du tracé (qui doit encore être négocié) de la future frontière entre Israël et une future entité palestinienne indépendante.

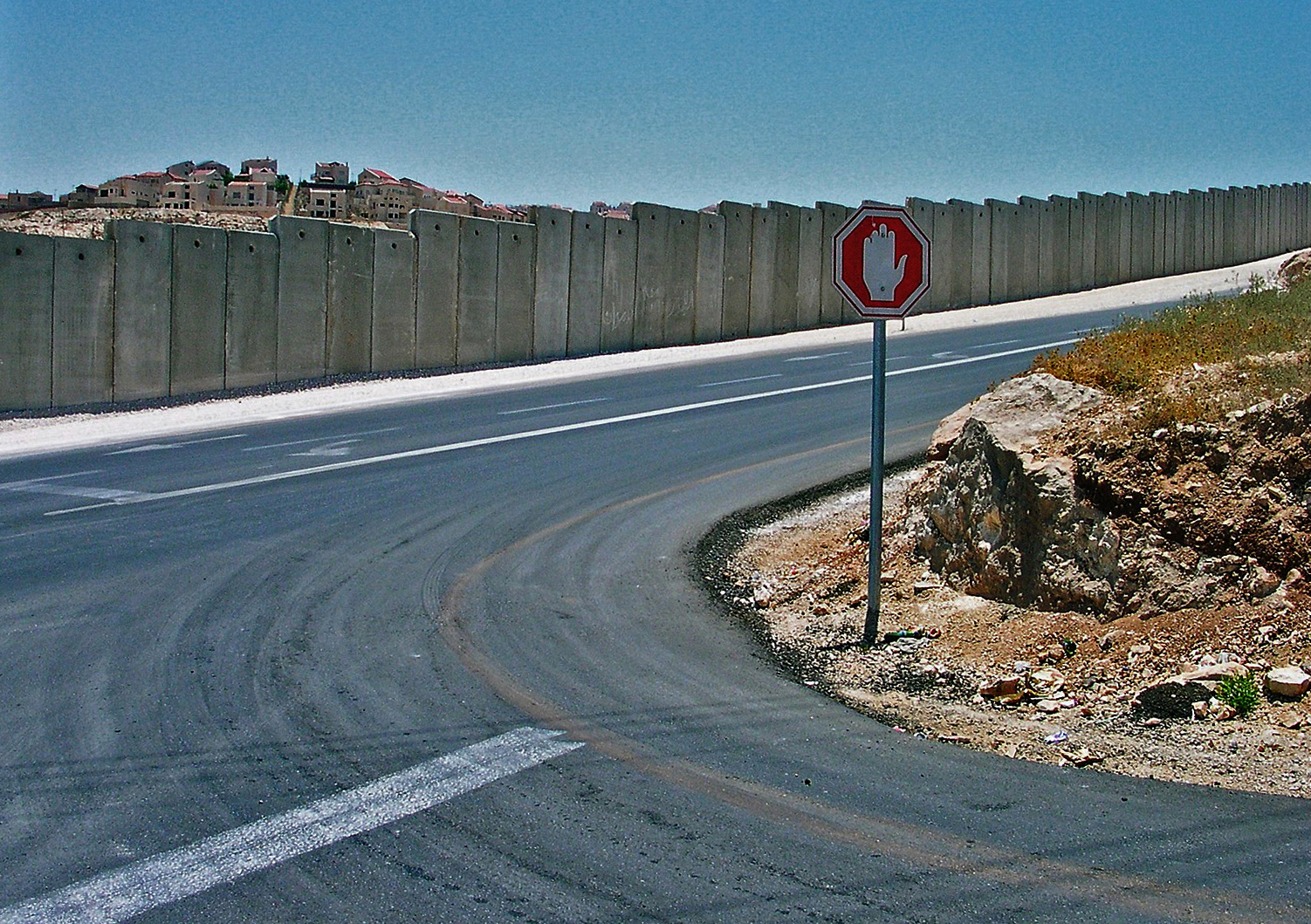
Près de Jérusalem, juillet 2005.

Dans le cadre de la création du futur État Palestinien, le tracé de la barrière offrirait à Israël une situation tactique plus favorable que la ligne verte. Elle permettrait notamment d'élargir son territoire au centre du pays, là où sa largeur ne dépasse parfois pas quinze kilomètres, et d'agrandir le corridor de Jérusalem. Une grande partie des terres de Cisjordanie située proche de la ligne verte étant désormais peuplée de colons juifs, les Israéliens arguent du fait que la ligne verte est une ligne d'armistice correspondant aux problématiques de rapport de force militaire entre la Transjordanie et Israël en 1949, et non aux problématiques de paix avec les Palestiniens. Cependant, le principe d'un échange de terres, en contrepartie des zones annexées par la barrière, a été accepté par Israël lors des précédentes négociations.
Au regard de l'objectif affiché par les Israéliens, la barrière a amélioré la sécurité du pays et apaisé la situation en Cisjordanie : après un pic du nombre d'attentats en 2002, celui-ci est en baisse constante depuis, 2009 et 2010 étant même des années sans attentat en territoire hébreu. Selon un rapport de l'armée israélienne de novembre 2010, le terrorisme serait sur le point de disparaître de Cisjordanie, notamment grâce au travail conjoint des services de sécurité israéliens et palestiniens. En parallèle, le gouvernement israélien a mis en place un plan de communication insistant sur le fait que ce récent apaisement aurait permis d'amorcer une croissance économique de 9 % en Cisjordanie en 2010, souvent attribuée au travail de Salam Fayyad, premier ministre de l'Autorité palestinienne.
D'autres s'interrogent sur la cohérence de la politique anti-terroriste israélienne puisque des villages palestiniens sont désormais situés à l'ouest de la barrière. Certains supposent aussi, en se référant à l'exemple du plan Daleth de 1948, qu'en empêchant les Palestiniens qui vivent près de la barrière de mener une vie normale, Israël espérerait les contraindre à quitter leur terre pour se réfugier plus à l'intérieur de la Cisjordanie.
Parmi les détracteurs de la barrière, Gadi Algazi, professeur à l'université de Tel-Aviv (en Israël), évoque dans le Monde diplomatique de novembre 2005 un projet visant à diviser la Cisjordanie en « bantoustans ». Il s'agirait selon lui de cantons, strictement limités et impossibles d'accès sans passer par des barrages de l'armée israélienne ou par la barrière. En morcelant littéralement la Cisjordanie, Israël voudrait pouvoir entièrement la contrôler et empêcher toute organisation ou communication sur plusieurs cantons. Meron Rapoport, journaliste israélien, parle de trois cantons : le premier de Jénine à Ramallah (partie nord de la Cisjordanie), le deuxième de Bethléem à Hébron (partie sud de la Cisjordanie) et le troisième autour de Jéricho (dans l'est de la Cisjordanie).
Aujourd’hui, le tracé a été revu et cette vision des choses semble moins plausible. Cependant, avec la construction de la barrière autour de Jérusalem, il semble toujours possible que la barrière conduise un jour à diviser la Cisjordanie en une partie Nord et une partie Sud.

## Conséquences
Le ministère des Affaires étrangères israélien affirme que la construction de la barrière de séparation a permis de sauver un grand nombre de vies (estimé à plusieurs centaines) et de réduire le nombre d'attentats-suicides par des terroristes palestiniens en territoire israélien, même si certains expliquent cette baisse par les accords passés avec l'Autorité palestinienne. Pour les Israéliens, les objectifs de la barrière ont en effet été atteints : 55 attaques suicides palestiniennes à la bombe occasionnant 220 morts en 2002, 25 en 2003 (142 morts), 14 en 2004 (55 morts), 7 en 2005 (22 morts), 4 en 2006 (15 morts), 1 en 2007 (3 morts), 1 en 2008 et aucune en 2009 et 2010.
Les opposants à la barrière dénoncent l'atteinte aux droits de l'homme qu'elle représente et mettent en avant les difficultés de déplacement qu'elle implique, ainsi que la perte d'accès à des terres cultivées pour les paysans, le cloisonnement de certains villages et l'enclavement voire l'enfermement des populations.

### Sur la sécurité des Israéliens
Une étude statistique fournie par le ministère des Affaires étrangères israélien affirme que la construction de la « barrière de séparation » a permis de réduire le nombre d'infiltrations d'activistes palestiniens et d'attentats-suicides en territoire israélien.
Depuis le nord de la Cisjordanie, les statistiques montrent que :
- entre avril et décembre 2002, avant la construction de la barrière, 17 attaques suicides ont été commises par des activistes infiltrés ;
- en 2003, alors que la barrière était construite, 5 attaques suicides ont été commises par des activistes infiltrés.

En revanche en provenance du sud de la Cisjordanie où la clôture de sécurité n'avait pas été construite :
- entre avril et décembre 2002, 10 attaques suicides ont été commises par des activistes palestiniens infiltrés ;
- en 2003, 11 attaques suicides ont été commises par des activistes infiltrés.

Selon ce rapport, la construction de la « barrière de sécurité » permet de réduire fortement le nombre d'infiltrations, de réduire par conséquent le nombre d'attentats terroristes.
Des responsables palestiniens expliquent ces chiffres par le changement de stratégie des mouvements palestiniens en négociation avec l'Autorité palestinienne pour mettre un terme aux attentats.

### Sur la vie des Palestiniens
De nombreuses ONG palestiniennes, israéliennes et internationales ont décrit l'impact humanitaire de la barrière sur la vie des Palestiniens :
- elle empêche un libre accès aux services de santé, notamment pour les enfants,
- elle est la cause de la destruction d'une partie de l'économie palestinienne,
- elle divise des familles,
- elle entrave le libre accès aux lieux saints, tant pour les musulmans que pour les chrétiens de Cisjordanie.

L'ONU indique dans un rapport daté de 2005 :

« …il est difficile d'estimer l'impact humanitaire de la barrière. La route à l'intérieur de la Cisjordanie sépare les communautés, empêche l'accès des populations aux services, aux moyens de subsistance et aux équipements culturels et religieux. En outre, son tracé n'est pleinement révélé que quelques jours avant que la construction commence. Cela a conduit à beaucoup d'anxiété parmi les Palestiniens sur la façon dont leurs vies futures seront touchées... La terre entre la barrière et la Ligne verte constitue une des plus fertiles de la Cisjordanie. Elle est actuellement le lieu de vie de 49 400 Palestiniens de Cisjordanie vivant dans 38 villages et villes »

Au début 2003, dans le but de déplacer une section du mur vers la ligne verte, un marché de 63 boutiques a été démoli par l'armée israélienne dans le village de Nazlat Issa, après que les propriétaires eurent reçu un avis 30 minutes auparavant,. En août de la même année, 115 boutiques supplémentaires qui constituaient une source importante de revenus pour plusieurs communautés et 5 des 7 maisons furent également démolies sur ce lieu.
Début octobre 2003, le commandement central de l'armée déclare la zone entre la barrière de séparation et la ligne verte sur la section septentrionale zone militaire fermée pour une période indéfinie. Les nouvelles directives indiquent que tout Palestinien âgé de plus de 12 ans vivant dans cette zone fermée peut obtenir un « statut de résident permanent » de l'administration civile qui lui permettra de continuer à vivre dans sa maison. Les autres résidents de la Cisjordanie devront obtenir un permis spécial pour entrer dans cette zone.
En mai 2004, la construction des murs et barbelés de la barrière a déjà amené le déracinement de 102 320 oliviers et agrumiers, démoli 75 acres de serres et 37 km de conduits d'irrigation. Jusqu'à aujourd'hui, le mur-barrière s'établit sur 15 000 dounoums (15 km²) de terres confisquées, à seulement quelques mètres de petits villages ou hameaux.
Les Nations unies ont mis en place un registre pour recenser les plaintes relatives aux dommages causés à la propriété par la barrière de séparation. Kofi Annan, alors secrétaire général de l'ONU, a déclaré : « ... nous mettons en place cet enregistrement pour être capable à temps d'aider ceux qui ont des réclamations. »  Le gouvernement israélien a promis que les arbres touchés par la construction allaient être replantés . Selon les United Nations Relief and Works Agency (UNRWA), 15 communautés seraient en passe d'être touchées directement, élevant le chiffre à environ 138 593 Palestiniens, comprenant 13 450 familles de réfugiés ou 67 250 individus.
Dans une lettre datée du 25 octobre 2004, d'une mission israélienne à Kofi Annan, le gouvernement israélien a souligné qu'un certain nombre de restrictions ont été levées à l'est de la barrière grâce à cette dernière, d'où une réduction du nombre de points de contrôle allant de 71 à 47, ainsi que de barrages routiers dont le nombre est passé de 197 à 111. Le Jerusalem Post rapporte que pour certains Palestiniens alors citoyens israéliens, vivant dans le quartier arabe israélien de Umm El-Fahm (42 000 habitants) près de Jenin, la barrière a  « amélioré leur qualité de vie de manière significative » car d'un côté elle empêche des voleurs ou de terroristes potentiels de pénétrer le quartier, et que de l'autre, cela a augmenté le flux de clients venant d'autres parties d'Israël qui seraient allés Cisjordanie, résultant alors en une manne économique. Le rapport pointe néanmoins que la barrière a séparé des familles en deux et « nuit à la solidarité des Arabes israéliens avec les Palestiniens vivant de l'autre côté de la Ligne verte ».

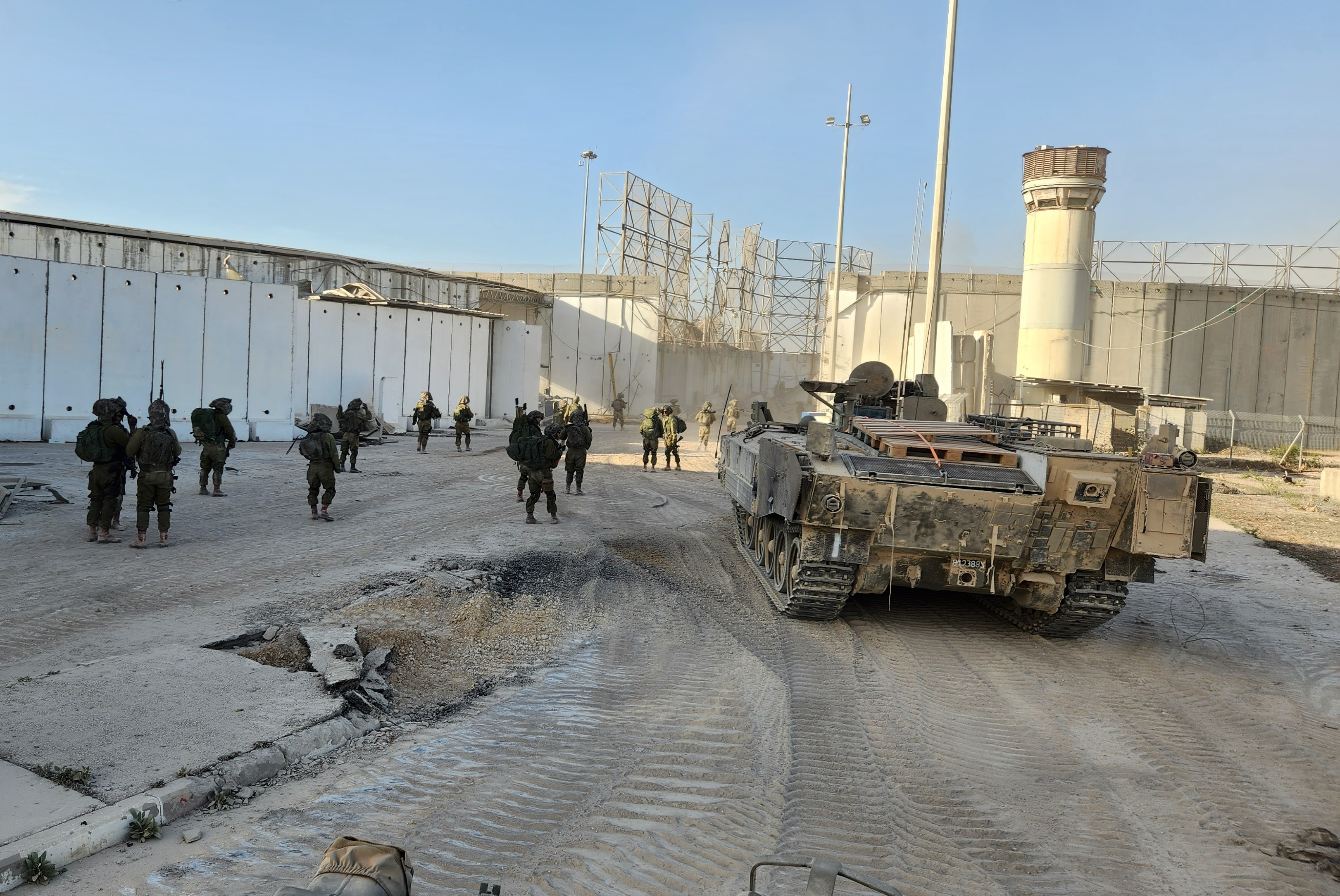
Mur de séparation au poste-frontière d'Erez, entre Israël et la bande de Gaza, pendant la guerre de 2023-2025.

Un rapport des Nations unies sorti en août 2005 fit le constat que la barrière « remplaçait les besoins de fermeture : les mouvements dans le nord de la bande de Gaza par exemple, sont moins restreints là où la barrière avait été mise en place. Des obstacles ont aussi été retirés aux gouvernorats de Ramallah et de Jérusalem, là où la barrière est déjà en construction. »
Le rapport suggère que plus de liberté de mouvement dans les zones rurales pourrait faciliter l'accès aux hôpitaux et les écoles pour les Palestiniens, mais qu'aussi les restrictions sur les mouvements entre les centres urbanisés n'ont pas changé de manière significative.[réf. nécessaire]

## Point de vue juridique

### Opposition

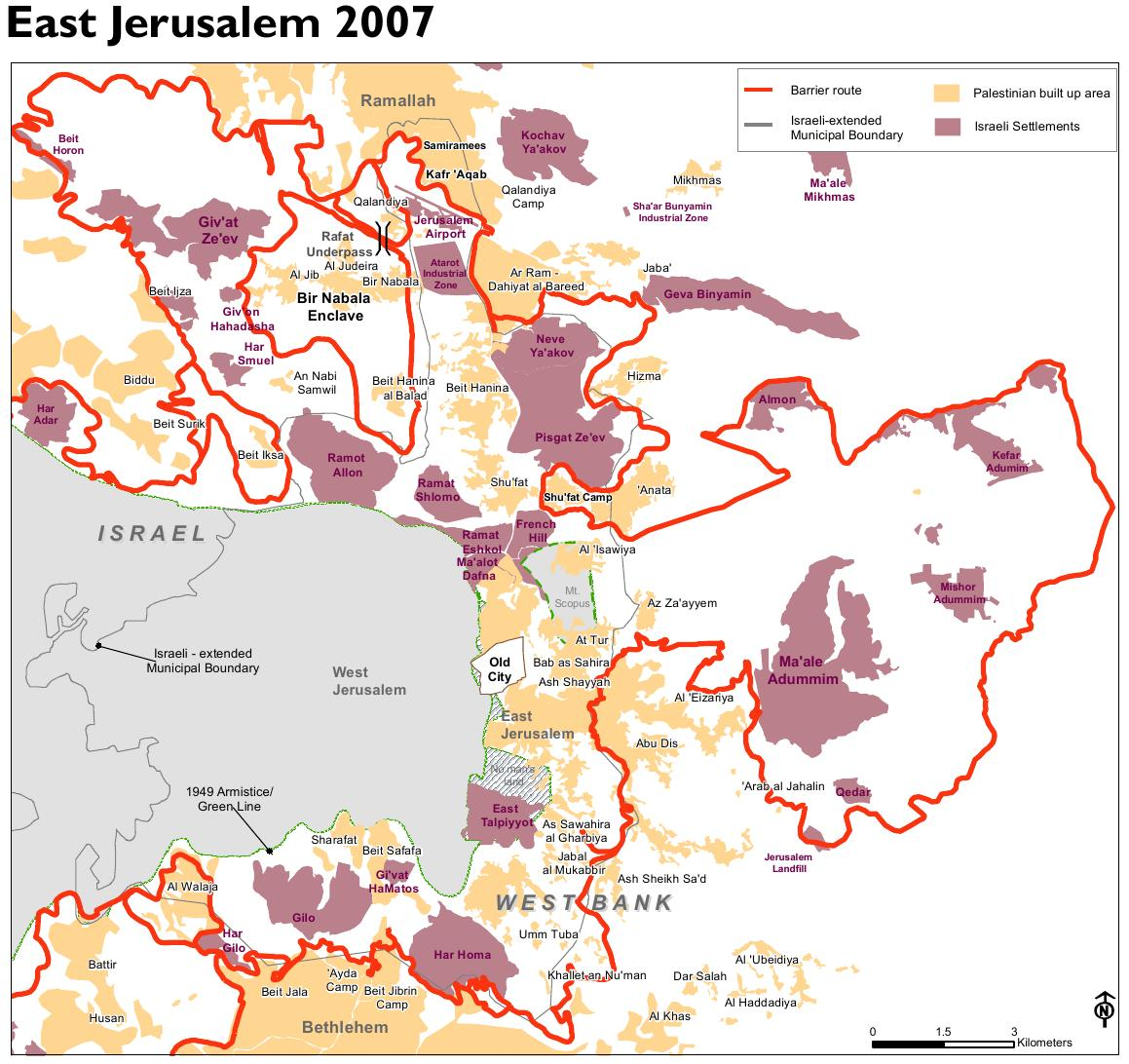
Tracé du mur de séparation israélien à Jérusalem-Est en 2007.

En octobre 2003, des pays arabes ont décidé de soumettre le sujet du mur à l'Assemblée générale des Nations unies. Cette assemblée a adopté le 21 octobre 2003, la résolution condamnant la construction d'un « mur » empiétant sur le « territoire palestinien occupé » par 144 voix pour et 4 contre. Cette décision n'est pas contraignante et a été rejetée par l'État d'Israël. Le ministre israélien du Commerce et de l'Industrie a déclaré : « La clôture de sécurité continuera d'être construite ».
Le 8 décembre 2003, l'Assemblée générale des Nations unies adopte une résolution demandant à la Cour internationale de justice de rendre un avis consultatif sur la question suivante : « Quelles sont en droit les conséquences de l'édification du mur qu'Israël, puissance occupante, est en train de construire dans le territoire palestinien occupé, y compris à l'intérieur et sur le pourtour de Jérusalem-Est, selon ce qui est exposé dans le rapport du Secrétaire général, compte tenu des règles et des principes du droit international, notamment la quatrième Convention de Genève de 1949 et les résolutions consacrées à la question par le Conseil de sécurité et l'Assemblée générale ? ».
Le 9 juillet 2004, la Cour internationale de justice rend son avis sur la question que lui pose l'Assemblée générale des Nations unies. Elle affirme dans sa réponse que : « L'édification du mur qu'Israël, puissance occupante, est en train de construire dans le territoire palestinien occupé, y compris à l'intérieur et sur le pourtour de Jérusalem-Est, et le régime qui lui est associé, sont contraires au droit international ».
Le 20 juillet 2004, l'Assemblée générale des Nations unies adopte la résolution, après avoir pris acte de l'avis consultatif de la Cour internationale de justice. La résolution « exige qu'Israël, puissance occupante, s'acquitte de ses obligations juridiques telles qu'elles sont énoncées dans l'avis consultatif ».
L'Assemblée générale des Nations unies vote le vendredi 15 décembre 2006 par 162 voix contre sept et sept abstentions la création d'un office chargé de recueillir les plaintes des Palestiniens émanant de la construction par Israël du mur-barrière de séparation en Cisjordanie. L'office est installé à Vienne et comprendra un conseil de trois membres, un directeur exécutif et un personnel réduit. La résolution de l'Assemblée générale explique que ce nouvel office a été créé pour se conformer à un avis émis en 2004 par la Cour internationale de justice (CIJ) déclarant le mur illégal.
L'État d'Israël réagit à l'ensemble de ces avis en dénonçant la « position tendancieuse et partiale de l'Assemblée générale de l'ONU ». Il a souligné le biais de la question formulée par les « pays hostiles » dont l'influence est majoritaire dans cette assemblée. Il a également rappelé qu'il n'était pas de la compétence de la Cour de justice de traiter de « sujets politiques litigieux sans l'accord des différentes parties impliquées ».

### Décisions de la justice israélienne
Le gouvernement israélien se réclame du droit de défendre ses citoyens contre le terrorisme, qui est inclus dans le droit international. Le 30 juin 2004, la Cour suprême d'Israël ne remet pas en cause l'existence de la barrière de séparation mais ordonne que son tracé soit modifié,,.
Le 15 septembre 2005, la Cour Suprême d'Israël juge à l'unanimité qu'une partie de la barrière de séparation est illégale et demande au gouvernement d'Ariel Sharon de réétudier le tracé près de la colonie d'Alfei Menashe. Le 4 septembre 2007, la Cour suprême d'Israël demande au gouvernement de modifier le tracé de la barrière de séparation à proximité du village de Bil'in en raison du préjudice porté aux villageois par la surface de terres isolées et le nombre d'oliviers arrachés.

## Opinions publiques

### Réaction de la société civile palestinienne

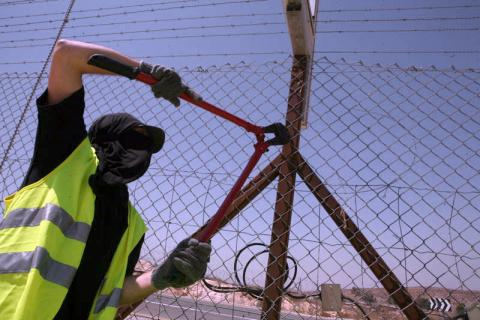
Activiste des Anarchistes contre le Mur lors d'une opération contre la barrière de sécurité à Beit Mirsim, 2007

Le 9 juillet 2005, à l'occasion de l'anniversaire de l'avis rendu par la Cour internationale de justice, un Collectif par la voix de 171 organisations, initie la campagne de boycott, désinvestissement et sanctions.

### Le mur et l'art

#### Documentaires
Simone Bitton en a fait un film documentaire, Mur, qui relate, à travers des interviews de personnes plus ou moins impliquées (les ouvriers constructeurs de ce mur ne sont pas les Israéliens eux-mêmes, mais des gens de toute autre nationalité), de gens qui le contournent et d'Amos Yaron, directeur du ministère de la Défense israélien, son impact sur la vie quotidienne.
En 2007, un réalisateur français, Franck Salomé, a réalisé Un mur à Jérusalem sur les conséquences spécifiques du mur sur la ville et ses environs.
Le réalisateur palestinien Nizar Abu Zayyad a créé un documentaire court, Till When, sur les conditions de vie des Palestiniens à cause de ce mur.
La réalisatrice Halima Elkhatabi, dans son film documentaire La Tête contre le mur, donne la parole à des Israéliens dissidents qui s'opposent activement à l'occupation et à la construction du mur de séparation.
En 2017, le réalisateur canadien, Cam Christensen, a réalisé Le Mur, un documentaire d’animation écrit par David Hare.

#### Arts graphiques
Comme ce fut le cas à Berlin, le mur sert de support d'expression à de nombreux artistes. Il est fréquent que les œuvres véhiculent un message politique, le plus souvent en opposition avec l'existence de la barrière de séparation.
L'expression artistique prend la forme de graffitis, de fresques, d'affiches, dont certains sont réalisés par des artistes connus, comme les collages du photographe JR dans le cadre du projet Face2Face ou les neuf peintures de l’artiste britannique Banksy.

Graffiti à Kalandia entre Jérusalem et Ramallah, 2012
Graffiti attribué à Banksy[61].
Près de Bethléem, 2005
peinture du côté israélien
Bethléem
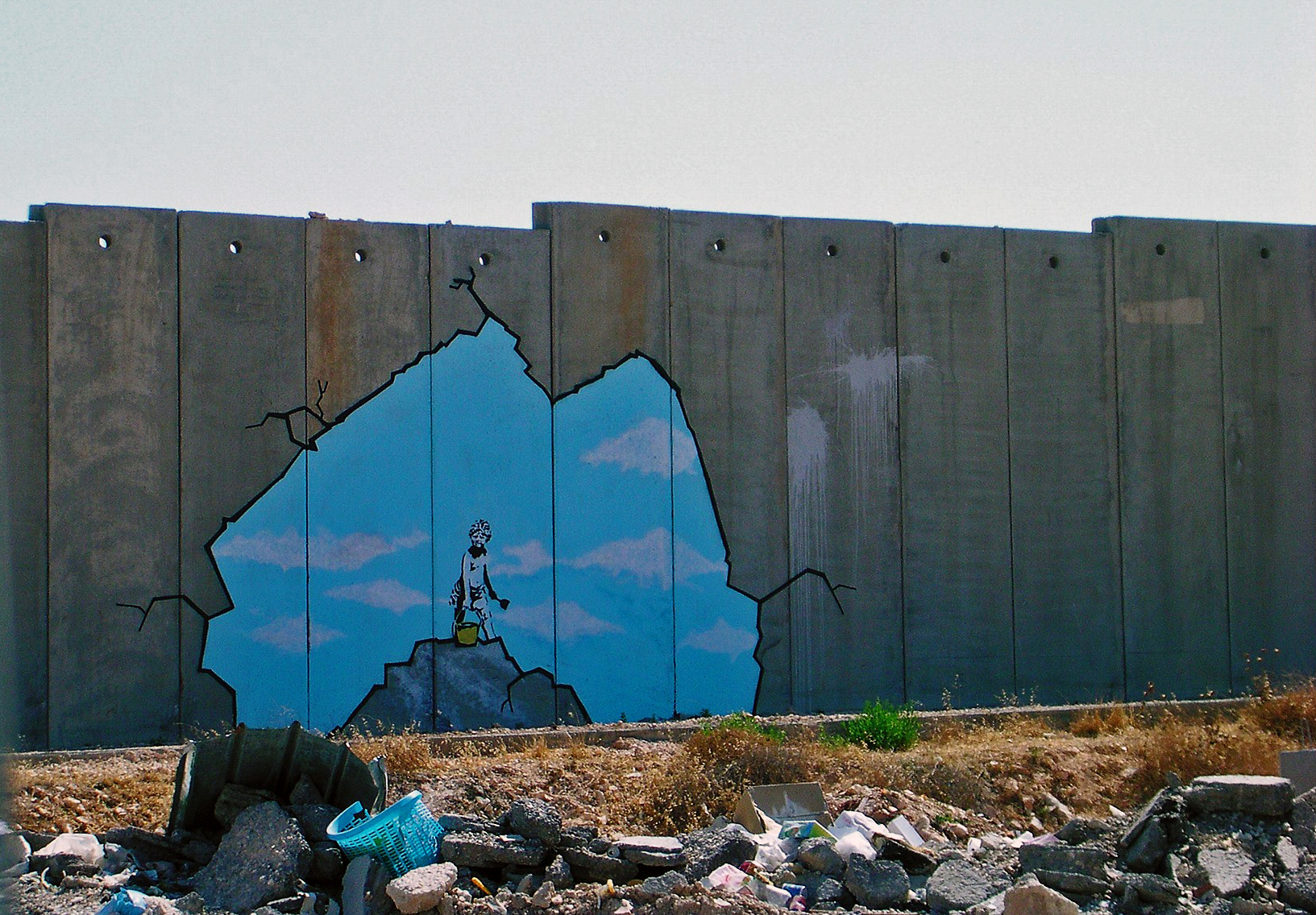
Près de Kalandia, juillet 2005
Peinture murale de Monsieur Cana, point de passage de Kalandia, 2008
Près du point de passage de Kalandia, juillet 2013